# Love Touch
«Love Touch» es una canción interpretada por Rod Stewart y escrita por Holly Knight, Mike Chapman y Gene Black. Fue lanzado como sencillo en mayo de 1986 y fue incluida en el álbum de estudio Every Beat of My Heart.   
En Estados Unidos alcanzó el número 6 en el Billboard Hot 100 y el 5 en la lista Billboard Adult Contemporary. En Canadá llegó al puesto 7 de la RPM Top Singles y al 7 de la RPM Adult Contemporary.   

## Información de la canción
La canción es una súplica de alguien que ha estado peleando con su amante, pero se disculpa y pide otra oportunidad para "ser bueno".   
"Love Touch" se reproduce en los créditos finales de la comedia romántica Legal Eagles de Robert Redford y Debra Winger, a menudo aparece con el subtítulo "Theme from Legal Eagles", a pesar de que no aparece en el álbum de la banda sonora de la película, distribuido por MCA Records.   

## Lista de canciones
sencillo 7" (edición Reino Unido)
A "Love Touch"  –  4:03
B "Heart Is On The Line" (Instrumental) – 4:03
maxi 12" (edición Reino Unido)
A1 "Love Touch" (Extended Version) – 5:00
B1 "Heart Is On The Line" – 4:03
B2 "Hard Lesson To Learn" – 6:04

## Posicionamiento en listas
| Lista (1986)                          | Máxima posición |
| ------------------------------------- | --------------- |
| Alemania (Offizielle Deutsche Charts) | 14              |
| Canadá (RPM Top Singles)              | 7               |
| Canadá (RPM Adult Contemporary)       | 3               |
| Estados Unidos (Adult Contemporary)   | 5               |
| Estados Unidos (Billboard Hot 100)    | 6               |
| Estados Unidos (Mainstream Rock)      | 26              |
| Estados Unidos (Cash Box)             | 7               |
| Reino Unido (Official Charts Company) | 27              |